# أكبر أباد (ميانة)
أكبر أباد هي قرية في مقاطعة ميانة، إيران. يقدر عدد سكانها بـ 28 نسمة بحسب إحصاء 2016.